# Kind van alle volken
Kind van alle volken, oorspronkelijke Indonesische titel Anak semua bangsa, is het tweede deel van Pramoedya Ananta Toers epische tetralogie die de Buru-tetralogie wordt genoemd, en werd als eerste uitgebracht door Hasta Mitra in 1980. Evenals "Aarde der mensen" is dit boek door Toer aan medegevangenen verteld in 1973 op het gevangeniseiland Buru en in 1975 aldaar uitgeschreven. Uiteindelijk kon Toer het werk in 1981 laten uitgeven, maar het boek werd samen met Aarde der mensen in Indonesië verboden, en kon pas weer in 2005 in Indonesië verschijnen.

## Verhaal
Annelies, dochter van Njai Ontosoroh met wie de hoofdpersoon Minke in Aarde der mensen is gehuwd, is naar Nederland vervoerd op beslissing van haar oma, en overlijdt aldaar. Doordat iemand, Pandji, mee is gestuurd naar Nederland, komen Njai Ontosoroh en Minke snel van de dood te weten. Minke laat door de bevriende Franse kunstenaar Jean Marais een schilderij van haar maken ter nagedachtenis. Minke besluit zich ook in te schrijven voor de STIVOA en arts te worden. Hij wordt hiervoor het volgende jaar toegelaten.
Zijn artikelen schrijft hij voor de krant van Nijman, Soerabaja Nieuws van de Dag, wat hem in contact brengt met Kouw Ah Soe, een Chinese revolutionair en nationalist. De jongen vertelt Minke over ontwikkelingen in Japan en China. Minke wijdt een artikel aan hem, dat geheel verminkt in de krant verschijnt en verneemt later dat deze jongen wordt vermoord. Hij ontmoet ook een nichtje van Njai Ontosoroh, Soerati, die als njai was verkocht aan de administrateur van de suikerfabriek. Zij is vol wraakgevoelens, en slaagt erin zichzelf en de administrateur te besmetten met pokken. Minke maakt tevens kennis met een boer die klaagt over het feit dat hij wordt gedwongen om steeds meer land te verpachten aan de suikerfabriek. Door het irrigatiekanaal en toegangswegen af te sluiten kan de boer niet bij zijn grond en kan zo niet anders dan verpachten. Het stukje dat Minke hierover schrijft wordt geweigerd door de krant van Nijman, die volgens Kommer, een bevriend journalist, een “suikerkrant” is.
De laatste episode in het boek betreft de komst van de jonge ingenieur Maurits Mellema, zoon van de in Aarde der Mensen overleden Herman Mellema, naar Njai Ontosoroh in Buitenzorg. Hij komt officieel de dood van Annelies melden en denkt makkelijk zijn erfenis op te halen. Njai Ontosoroh, Minke, Kommer, Marais en het personeel van de onderneming laten echter niet zomaar over zich heen lopen en maken Maurits Mellema duidelijk hem verantwoordelijk te houden voor de dood van Annelies en dat zo nodig wereldkundig te maken.